# Нижнетагильский трамвай
Нижнетагильский трамвай — трамвайная система Нижнего Тагила, открытая в 1937 году. Технический проект строительства трамвая в Нижнем Тагиле был утверждён в декабре 1935 года. Открытие производилось в два этапа: в 1937 году была запущена линия городского трамвая, а в 1940 году вагоностроительный завод построил собственную трамвайную линию для перевозки рабочих. Позже системы были соединены в одну связную сеть, но до 2008 года трамвай обслуживался двумя ведомствами: городским и заводом УВЗ. В рамках прошедшего акционирования ФГУП «ПО Уралвагонзавод» и создания ОАО «Научно-производственная корпорация „Уралвагонзавод“», трамвайное управление УВЗ было передано на баланс города.
В настоящее время системой управляет нижнетагильское муниципальное унитарное предприятие «Тагильский трамвай».
15 сентября 2023 г. было закрыто трамвайное движение на Тагилстрой из-за капитального ремонта моста на ул. Циолковского.
Стоимость проезда — 28 рублей. Льготная стоимость проезда (для пенсионеров и учащихся школ города) — 20 рублей. Имеются проездные билеты на месяц, на полмесяца и на день. Начиная с 24 августа 2019 г., возможна оплата проезда как наличными деньгами, так и с помощью бесконтактной банковской карты, либо мобильного телефона или часов с функцией NFC. Поддерживаются бесконтактные карты популярной платёжной системы МИР, а также системы оплаты со смартфонов и умных часов — SberPay и Samsung Pay. Также, начиная с 19 сентября 2022 г., при оплате проезда бесконтактным способом, по пересадке на трамвай другого маршрута и оплате в течение 50 минут проезда с того же счёта/карты, стоимость проезда повторно не списывается.

## Депо
В городе имеется два трамвайных депо:
- Трамвайное депо «Новая Кушва»
- Трамвайное депо «Вагонка» (бывшее трамвайное управление Уралвагонзавода).

В 2010 году снято с баланса трамвайное депо «Красный Камень» — самое первое депо в городе, в последние годы использовалось в редких случаях лишь для вынужденного оборота вагонов, а также для нужд службы пути, при этом территория депо сдавалась муниципалитетом в аренду под стоянку и автосервис.
В 90-е годы НТМК (в то время городская половина трамвая принадлежала этому заводу) строил четвёртое трамвайное депо на ГГМ в районе трамвайного кольца. Были построены коробки боксов, административного здания, периметральный путь вокруг депо, опоры контактной сети вдоль пути, врезаны стрелки в действующую сеть. Однако строительство было заморожено, впоследствии территория была продана частным лицам, построенные пути разобраны.
17 декабря 2020 г. началась эксплуатация вагонов модели 71-415.
Во второй половине 2022 г. трамвайным парком для обоих депо были закуплены 8 полу-низкопольных вагонов модели 71-412, все из которых на март 2023 г. находятся в эксплуатации.

## Маршрутная сеть
В разные периоды существования трамвая в городе организовывались временные или пробные маршруты, а некоторые существовали в течение длительного периода, но были закрыты. Демонтаж линий не проводился. Единственный разобранный участок — элемент треугольника в начале линии на Северный посёлок, за отсутствием которого движение из западной части города в посёлок (и обратно) невозможно.
По данным екатеринбургского историка Андрея Ермоленко, в конце 1970-х гг. в Дзержинском районе планировалось сделать маршрут трамвая №10 кольцевым, соединив конечные остановки "Пихтовые горы" и "УВЗ" линией трамвая, которая должна была пройти по улицам Лесная и Свердлова (исследователь ссылается на материал в архивной периодике - "На смену!", 13.03.1979, стр. 1). Работы по прокладке линии должны были начаться в 1980 году, однако этого не произошло. 

## Подвижной состав
В июле 2025 года, в Нижнем Тагиле эксплуатируются 90 трамваев:
| Модель | Кол-во | Период эксплуатации |
| ------ | ------ | ------------------- |
| 71-407 | 40     | с 2014              |
| 71-405 | 24     | с 2012              |
| 71-412 | 12     | с 2022              |
| 71-402 | 3      | с 2002              |
| 71-415 | 5      | с 2020              |
| 71-608 | 1      | с 1996              |
| 71-403 | 4      | с 2007              |

- Трамвай КТМ на проспекте Ленина
- Трамвай 71-407 на выставке «Магистраль»